# Copionodon orthiocarinatus
Copionodon orthiocarinatus es una especie de peces de la familia Trichomycteridae en el orden de los Siluriformes.

## Morfología
• Los machos pueden llegar alcanzar los 7,5 cm de longitud total.

## Hábitat
Es un pez de agua dulce y de clima tropical.

## Distribución geográfica
Se encuentran en Sudamérica: río Mucujê (afluente del río Paraguaçu en Brasil ).